# Mohave Valley
Mohave Valley is een plaats (census-designated place) in de Amerikaanse staat Arizona, en valt bestuurlijk gezien onder Mohave County.

## Demografie
Bij de volkstelling in 2000 werd het aantal inwoners vastgesteld op 13.694.

## Geografie
Volgens het United States Census Bureau beslaat de plaats een oppervlakte van
117,6 km², waarvan 117,2 km² land en 0,4 km² water.

## Plaatsen in de nabije omgeving
De onderstaande figuur toont nabijgelegen plaatsen in een straal van 24 km rond Mohave Valley.